# My will
「My  will」（マイウィル）は、dreamの6枚目のシングル。

## 解説
日本テレビ系アニメ『犬夜叉』の第1期エンディングテーマ曲。オリコンチャートで初登場6位を獲得した。また、『犬夜叉』の最終話のエンディングテーマとして2004年9月13日に放送された。
dreamはその後メンバーチェンジを経てDreamとして活躍したが、本作はグループ名称変更後のシングルを含めても最大の売り上げ枚数を記録している。なお、本作は結成オリジナルメンバーが全員在籍していた時の作品であるため、追加メンバー（Shizuka、Aya、Ami、Erieでいずれも2002年加入の第二期メンバーのうちの4人）は本作の収録には関わっていない(「777 〜Best of dreams〜」にてこの楽曲は追加メンバーが参加してのセルフ・カバーはしている)。追加メンバーが収録に参加している作品では、2015年2月11日発売の24thシングル「こんなにも」がオリコン最高順位となっている。
アニメ「犬夜叉」が海外展開の放送・配信の際に等楽曲が英語バージョンで(アーティストは別で編曲も違う)。

## 収録曲
1. My will （Original Mix）
作詞：松室麻衣 、作曲：y@suo ohtani、編曲：菊地圭介
よみうりテレビ・日本テレビ系アニメ『犬夜叉』エンディングテーマ
2. w・h・y （D-Z DREAM STRIDE MIX）
3. My will （landscape mix）
4. w・h・y （Original Mix）
作詞：松室麻衣、作曲：桑原秀明、編曲：HΛL
5. w・h・y （Dub's Floor Remix Pop Tune 001）
6. My will （Nocturne Club Mix）
7. My will （Instrumental）
8. w・h・y （Instrumental）

## 収録アルバム
- Dear… （2001年2月28日発売）
- BEST OF INUYASHA 百花繚乱 -犬夜叉テーマ全集-（2003年3月26日発売）
- 777 〜Best of dreams〜（2004年9月29日発売）
- 7th Anniversary Best（2007年1月1日）
- 犬夜叉 ベストソング ヒストリー（2010年3月24日）